# Veelvraat (vlinder)
De veelvraat (Macrothylacia rubi) is een grote diklijvige, dagactieve nachtvlinder behorende tot de familie van de spinners (Lasiocampidae).

## Uiterlijk
Op de voorvleugels zijn twee lichte dwarsbanden te zien. De in de lengterichting lopende aders springen duidelijk naar voren.
De mannetjes zijn roodbruin van kleur en hebben kamvormige voelsprieten. De vrouwtjes zijn bruin van kleur en hebben een dikker achterlijf dan de goedbehaarde borstzijde.

## Voorkomen
De vlinder komt in Nederland vrij algemeen voor in bossen, heidevelden, zandgronden en duinen. Ze zijn ook wel te vinden langs wegbermen en droge taluds met veel braamstruiken.

## Levenswijze
De mannetjes vliegen overdag, maar vliegen zo snel dat ze nauwelijks waarneembaar zijn, men ziet slechts een schim langsgaan. De vrouwtjes zitten meestal in de braamstruiken of in het gras.
De vliegperiode is van mei tot in augustus.
Waardplanten zijn voornamelijk bramen en de framboos, waarvan de bladeren door de rupsen worden gegeten. De rupsen zijn circa zeven centimeter groot en hebben een dichte roodbruine beharing met zwarte ringelbanden.

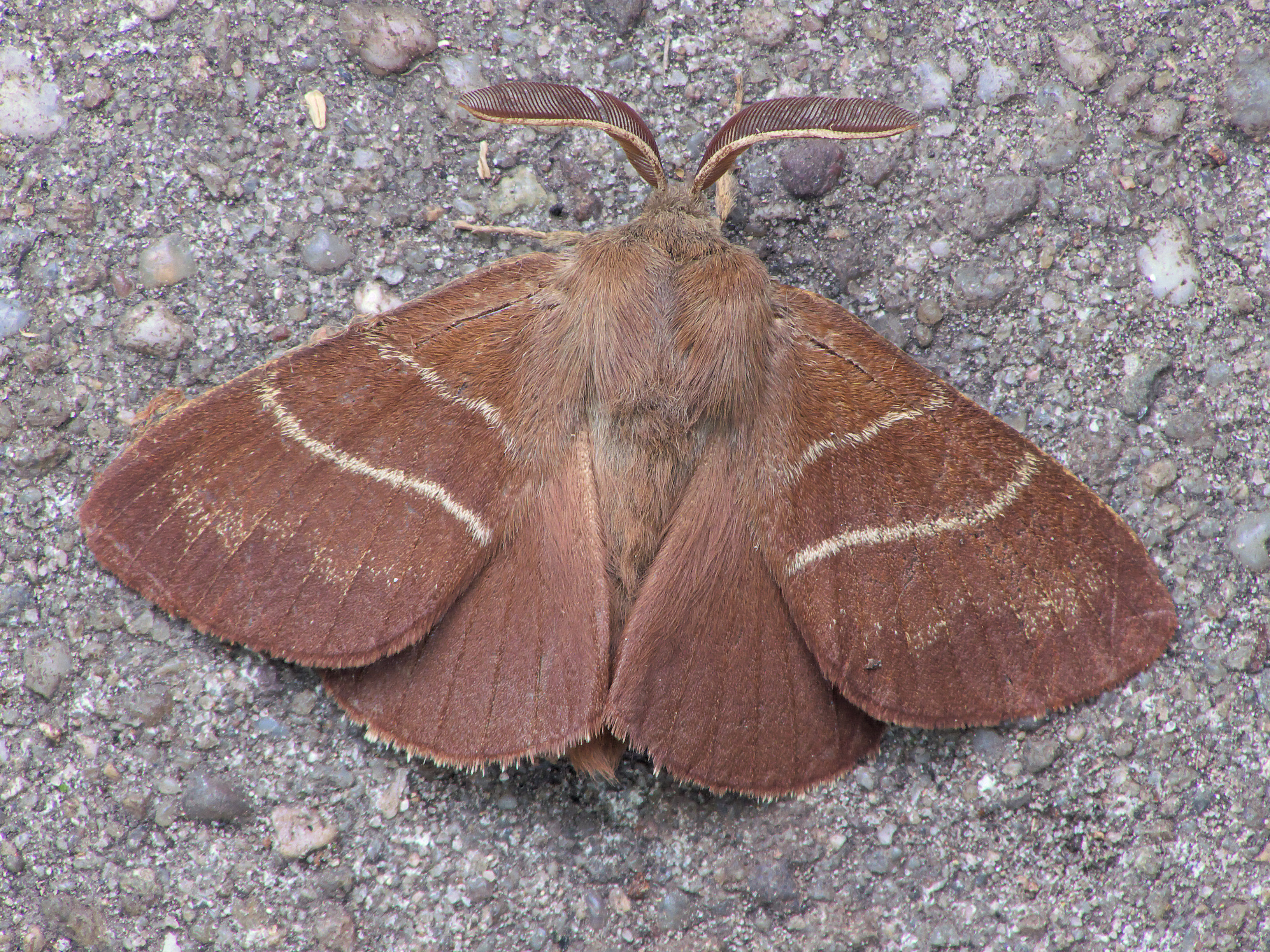
Mannetje
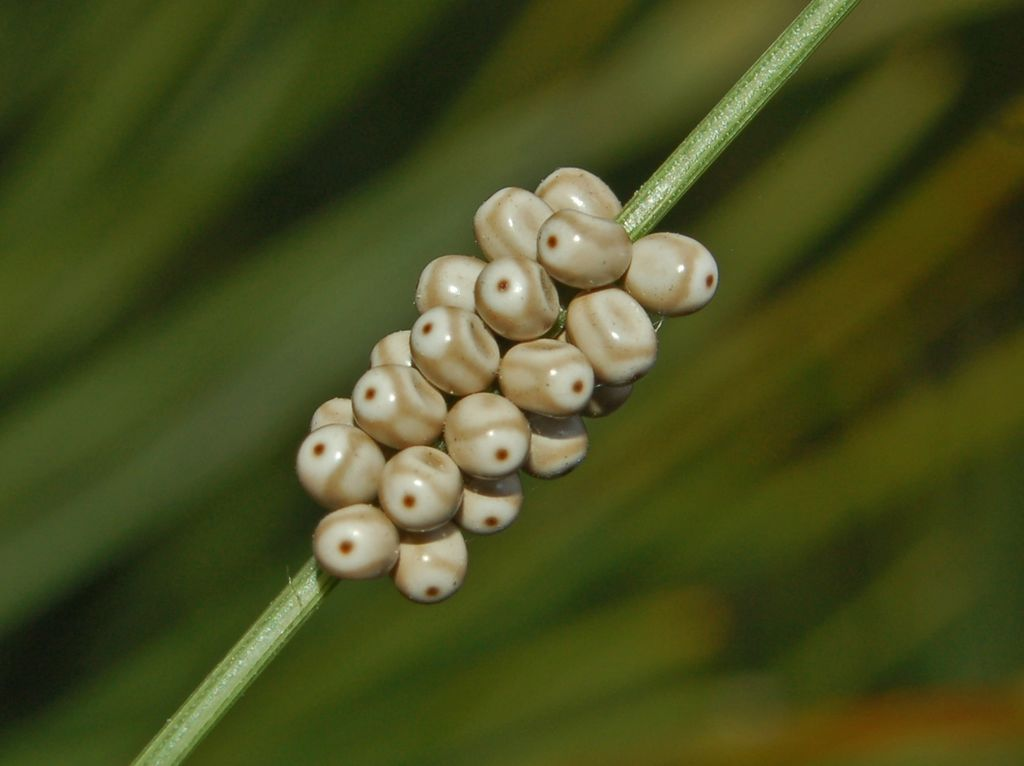
Eitjes
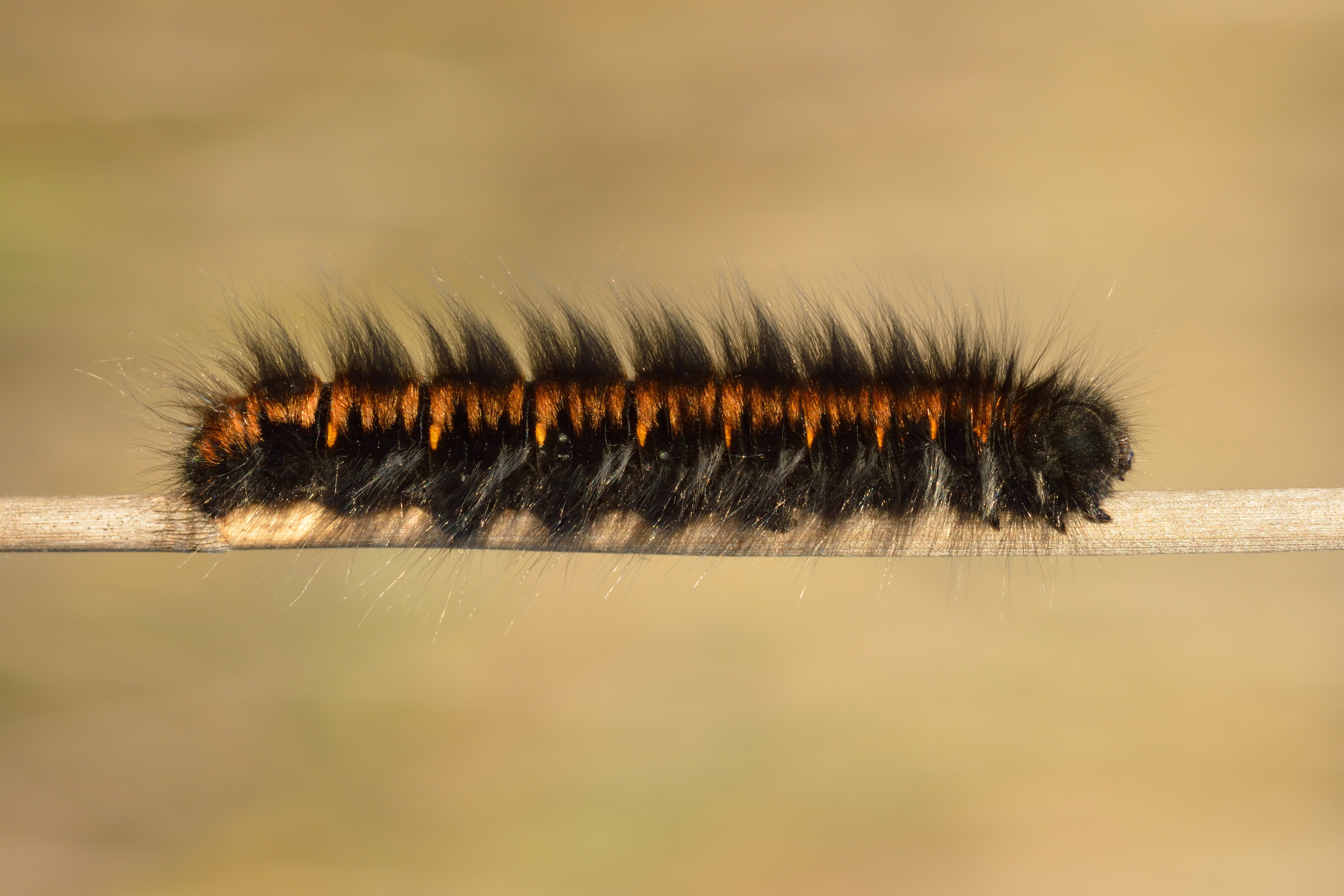
Rups